# Вырган, Иван Аникеевич
Иван Аникеевич Вырган (Вергун) (укр. Іва́н Они́кійович Вирга́н); 1 июня 1908, с. Матвеевка Золотоношского уезда, Полтавской губернии, Российская империя (ныне Клещинцы Чернобаевского района, Черкасской области, Украины — 12 января 1975, Харьков) — украинский советский поэт, новеллист и переводчик.

## Биография
Родился в крестьянской семье. Учился в педагогическом техникуме. В 1940 окончил филологический факультет Харьковского университета. Учительствовал.
Член Союза писателей СССР с 1936 года.
В ноябре 1940 был арестован органами НКВД УССР по обвинению в «злостной антисоветской пропаганде и организации преступной банды в Черновцах», куда был направлен уполномоченным Союза писателей Украины по работе с местными литераторами.
Виновным себя не признал. В марте 1941 был приговорен к 10 годам исправительно-трудовых лагерей. Наказание отбывал в Печорском лагере.
В июле 1944 дело было пересмотрено и Иван Вырган досрочно освобождëн. В октябре 1944 года призван в действующую армию и направлен на фронт.
Участник Великой Отечественной войны. Награждён несколькими медалями СССР.
После демобилизации в январе 1946 года — на литературной работе.
Умер в Харькове. Дочь поэта — Наталья Ивановна Вергун, народный художник Украины.

## Творчество
Стихи начал печатать на страницах журналов в 1920-х годах. Первая книга стихов «Вооруженная лирика» («Озброєна лірика») вышла в 1934. Выступил как певец новой социалистической Украины, певец «нового мира», автор описательно-идиллических картин счастливой жизни, трудовых доблестей, состоятельных артелей, МТС, ГЭС и других признаков нового общества.

## Избранные произведения
И. Вырган — автор сборников стихов, поэм, ряда новелл.
- сборники стихов
  - «Вооруженная лирика» («Озброєна лірика») (1934)
  - «Сад дружбы» («Сад дружби») (1935),
  - «Счастье-доля» («Щастя-доля», 1938),
- поэма «Джигиты» (1937)

В послевоенные годы опубликовал сборники
- «Поворот солнца к лету» («Поворот сонця на літо», 1947),
- поэма «Матвіївка над Сулою» (1949),
- «Цветущие берега» («Квітучі береги», 1950),
- «Поезії» (1954),
- «Избранное» («Вибране», 1956).
- циклы: «Ритмы работ» и «Оборонительные мотивы».

Занимался переводами. С русского перевёл произведения Пушкина, Лермонтова, Тютчева, Бунина, с других языков — Райниса, Гëте, Я. Неруды и др.